# Matinkylä
Matinkylä (Mattby en Suédois) est l'un des cinquante six quartiers de Espoo, la seconde ville la plus peuplée de Finlande, sur la côte sud du pays.
Il est bordé par Haukilahti et Westend à l'est, Olari au nord et Kaitaa à l'ouest.

## Description
Fin 2016, Matinkylä compte 20 867 habitants. 
Le quartier, largement résidentiel, s'étend entre l'autoroute Länsiväylä et le Golfe de Finlande. Le nord du quartier est composé d'immeubles résidentiels entourant le centre commercial Iso Omena, l'un des plus grands du pays. 
Le sud du quartier, près de la mer, comporte surtout des maisons individuelles ou mitoyennes et de petits immeubles.

## Galerie

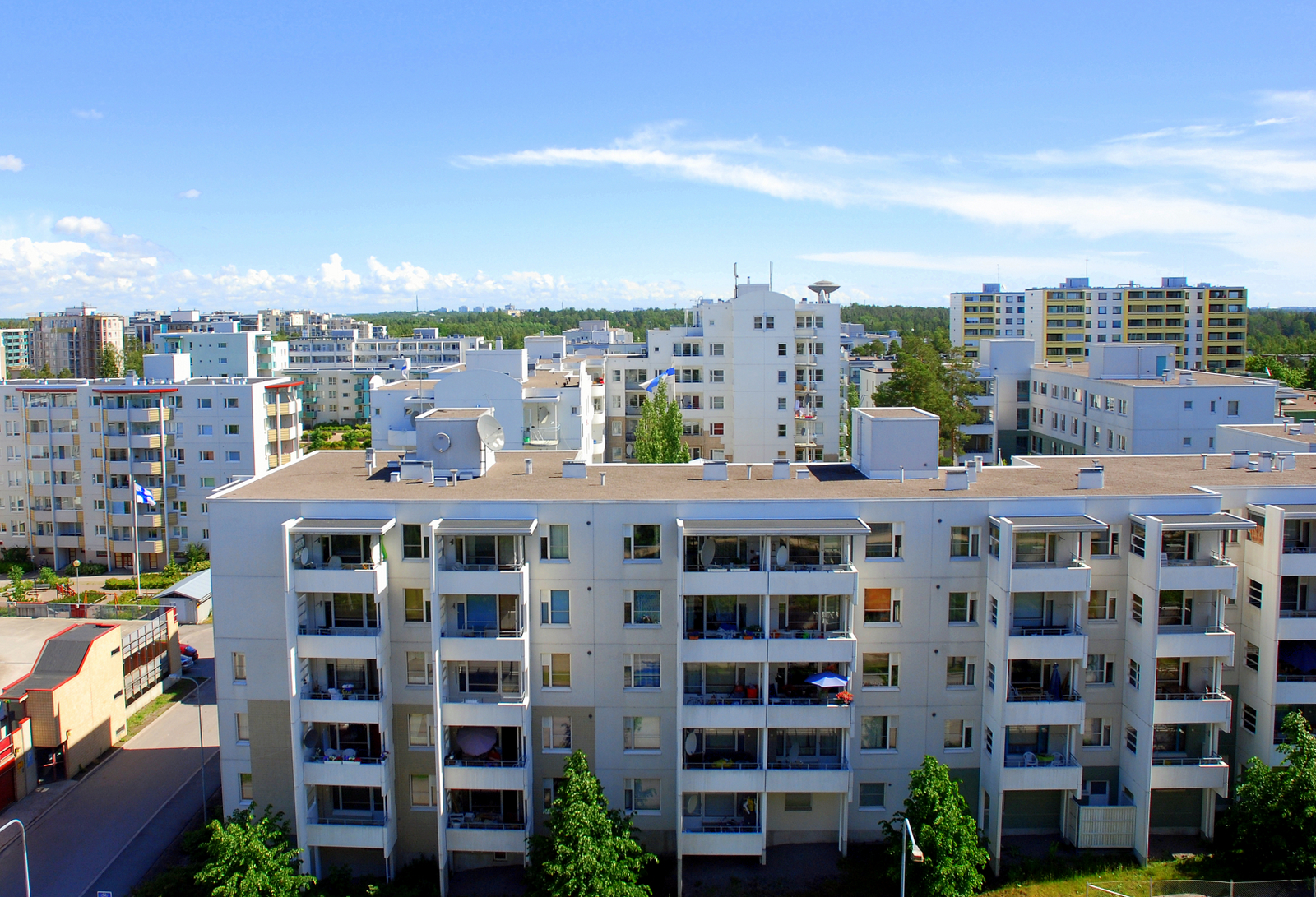
Immeubles résidentiels à Matinkylä.
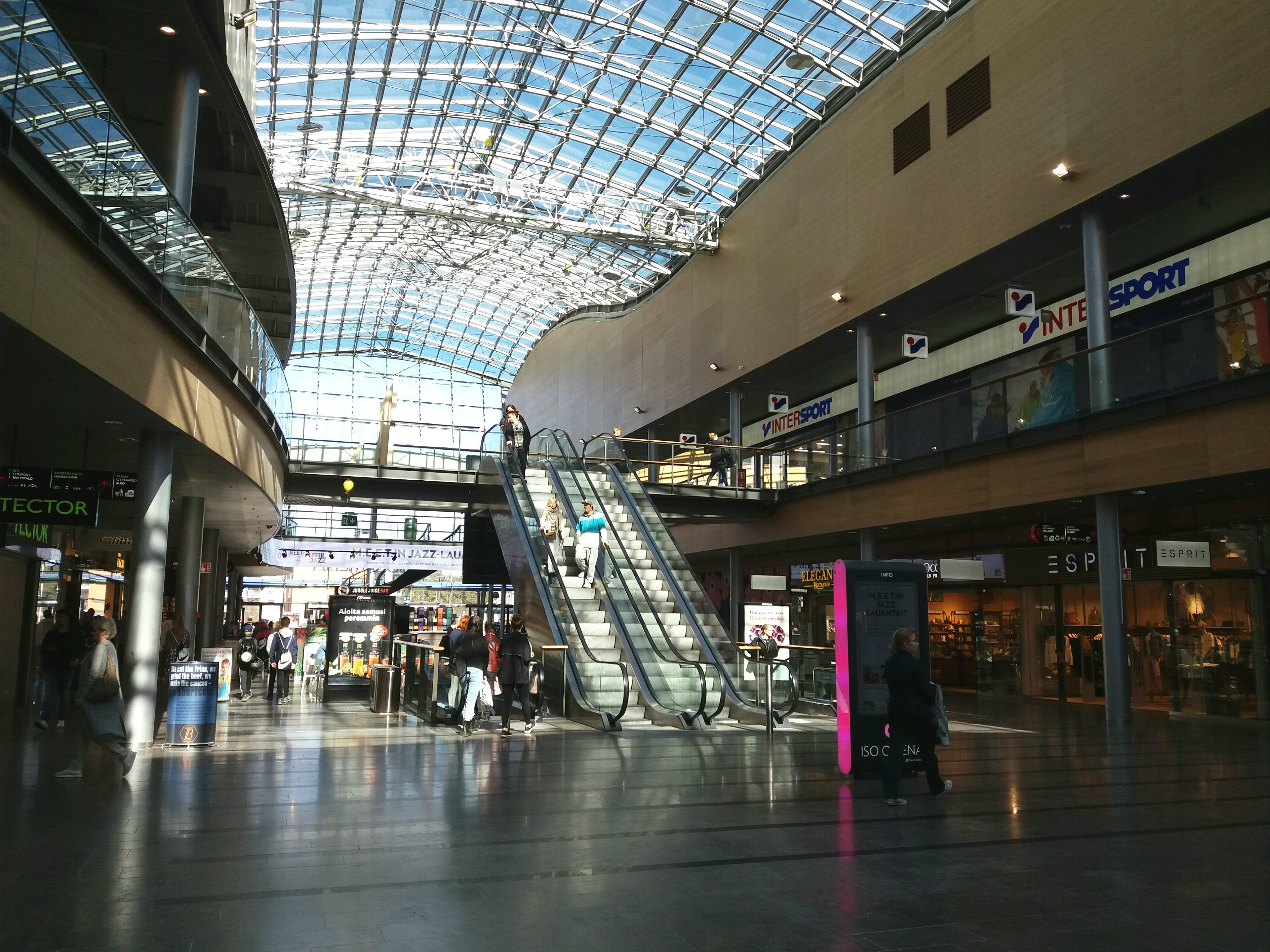
Centre commercial Iso Omena.
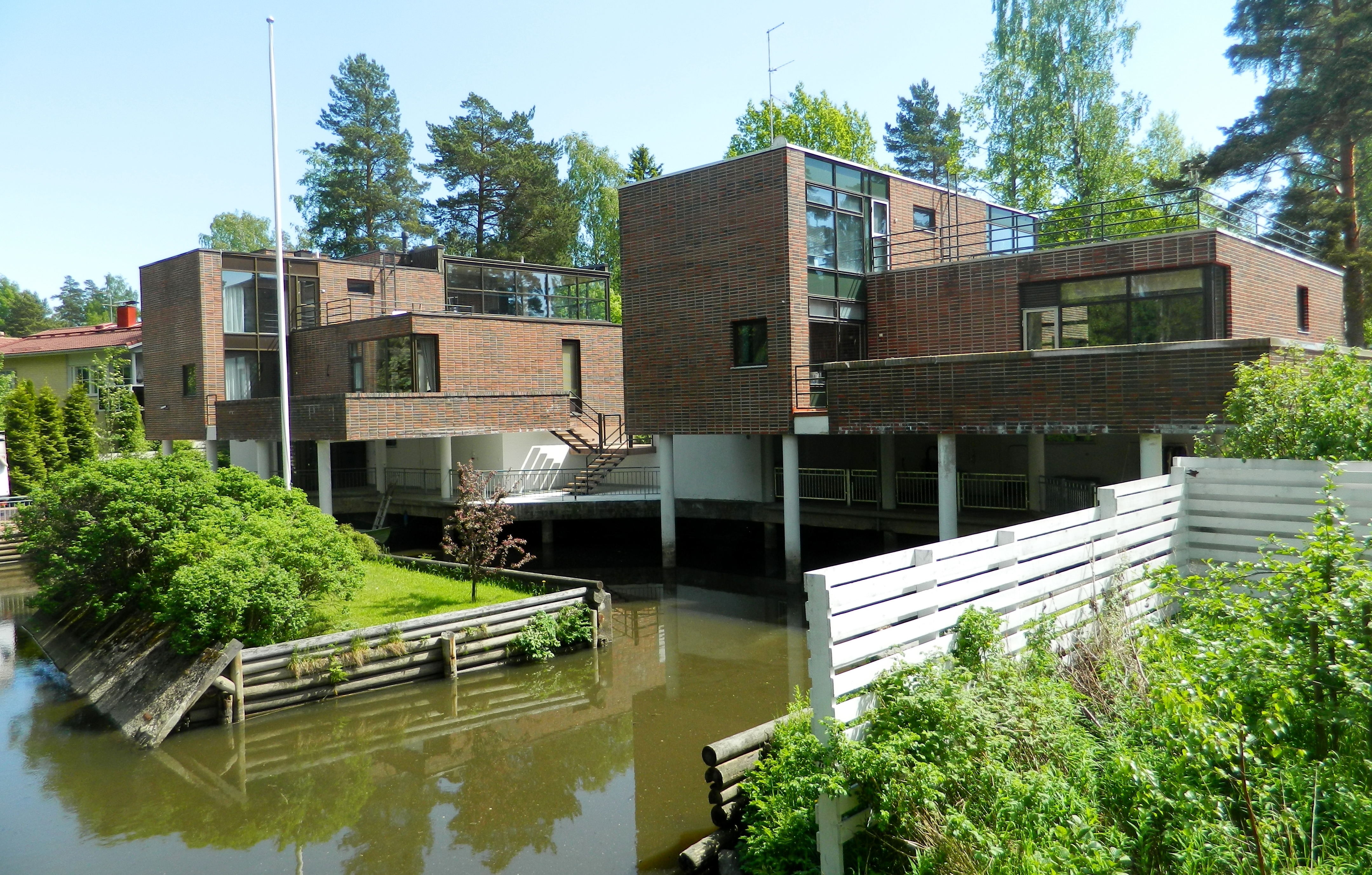
Habitation à Matinkylä.
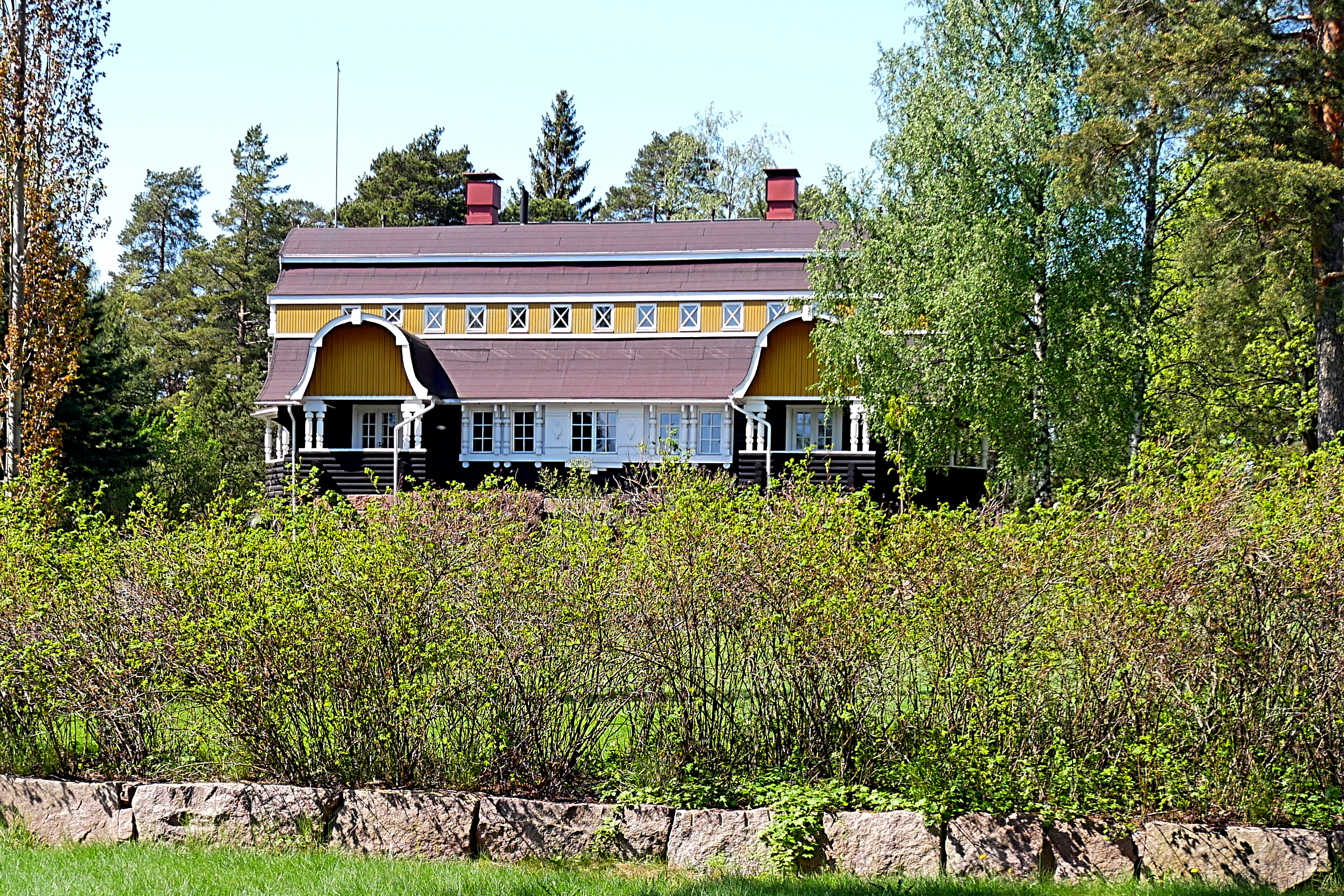
Villa Carlstedt